# Don Kardong
Don Kardong (eigentlich Donald Franklin Kardong; * 22. Dezember 1948 in Kirkland, Washington) ist ein ehemaliger US-amerikanischer Langstreckenläufer.
1972 siegte er beim West Valley Marathon in 2:18:06 h und wurde beim US-Ausscheidungsrennen für die Olympischen Spiele in München Sechster in 2:22:42 h.
1976 kam er bei den Crosslauf-Weltmeisterschaften in Chepstow auf den 37. Platz. Beim US-Ausscheidungsrennen für die Olympischen Spiele wurde er hinter Frank Shorter und Bill Rodgers Dritter in 2:13:54 h. Danach gewann er das Peachtree Road Race.
Beim olympischen Marathon in Montreal wurde er in 2:11:16 h Vierter mit drei Sekunden Rückstand auf den Bronzemedaillengewinner Karel Lismont.
1977 wurde er US-Vizemeister im Marathon und Zehnter beim New-York-City-Marathon. 1978 wurde er Siebter beim Boston-Marathon und siegte beim Honolulu-Marathon. 1987 gewann er den Le Grizz Ultramarathon über 50 Meilen.
Seit 1987 schrieb er als Journalist für Runner’s World. Von 1996 bis 2000 war er Präsident des Road Runners Club of America.
1977 begründete er den Lilac Bloomsday Run in Spokane, bei dem er seit 2004 Renndirektor ist. 2005 wurde er in die National Distance Running Hall of Fame aufgenommen.

## Persönliche Bestzeiten
- 5000 m: 13:35,0 min, 5. Juni 1976, Eugene
- 10.000 m: 28:56,2 min, 16. August 1975, Eugene
- Marathon: 2:11:16 h, 31. Juli 1976, Montreal

## Veröffentlichungen
- Thirty Phone Booths To Boston: Tales of a Wayward Runner. Macmillan, 1985, ISBN 0-02-560680-8.
- Bloomsday: A City in Motion. Cowles, 1989, ISBN 0-923910-03-4.
- Hills, Hawgs and Ho Chi Minh: More Tales of a Wayward Runner. Keokee, 1995, ISBN 1-879628-12-0.